# Route départementale 1 (Val-de-Marne)
Pour les articles homonymes, voir Route départementale 1.
La route départementale 1 ou  RD1, est une voie express du Val-de-Marne reliant Créteil à Bonneuil-sur-Marne. Elle dessert le centre-ville de Créteil. Elle longe la ligne 8 du métro parisien.

## Histoire
- Initialement, la D1 s'appelait « Avenue Farah-Pahlavi ».
- Le 5 octobre 1978, elle devient l'avenue Benard-Halpern.
- En 2009, la D1 est prolongée vers Bonneuil-sur-Marne vers la RD19 (ex-RN19) reprenant une partie de l'ancienne RD60.

## Itinéraire
- Échangeur entre RD 1 et A86 (demi-échangeur)
- Début de la route départementale 1 en route à accès réglementé
- : Université, Lévrière, Montaigut, Echat
- RD 86 :  A86 (Versailles), Sénart, Saint-Maur, Choisy-le-Roi, Villeneuve-Saint-Georges (trois-quarts-échangeur)
- : Saint-Maur, Créteil-centre, Croix des Mèches, Préfecture, Hôtel du Département, Eglise (trois-quarts-échangeur)
- RD 201 : Préfecture, Hôtel du Département, Centre commercial régional, Hôpital Albert Chenevier
- : Mont-Mesly, Hôtel de Ville, Centre régional régional, Port
- : Accès à la voie express en direction de Paris uniquement. (quart-échangeur)
- Fin de la route départementale 1 en route à accès réglementé
- RD 102 : Pointe du Lac, Secteur Pompadour, Stade Duvauchelle, Services routiers départementaux
- Carrefour giratoire entre RD 1 et RD 284
- RD 60 :  A86, Valenton, Limeil-Brévannes, Complexe sportif - Léo Lagrange
- Carrefour giratoire entre RD 1, RD 19 et RD 10

## Trafic et accidentologie
- Entre 20 000 et 50 000 véhicules en 2007.[réf. nécessaire]